# Грузевицький заказник
Грузеви́цький зака́зник — гідрологічний заказник місцевого значення в Україні. Розташований у межах Хмельницького району Хмельницької області, неподалік від села Грузевиця. 
Площа 324 га. Статус надано 1982 року. Перебуває у віданні Подільського торфооб'єднання. 
Статус надано з метою збереження водно-болотного комплексу в заплаві річки Південний Буг. 

## Галерея

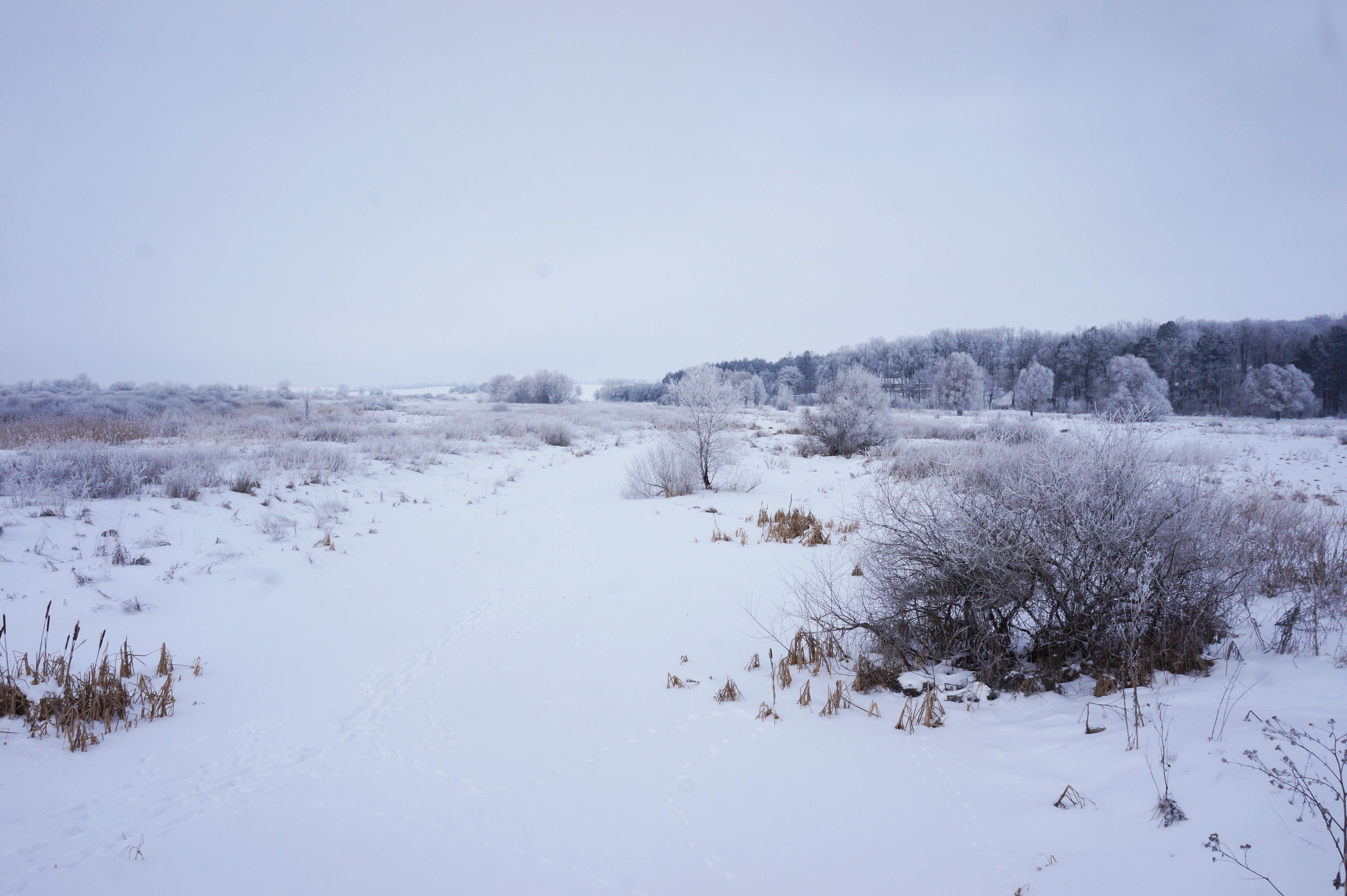
Гідрологічний заказник «Грузевицький»
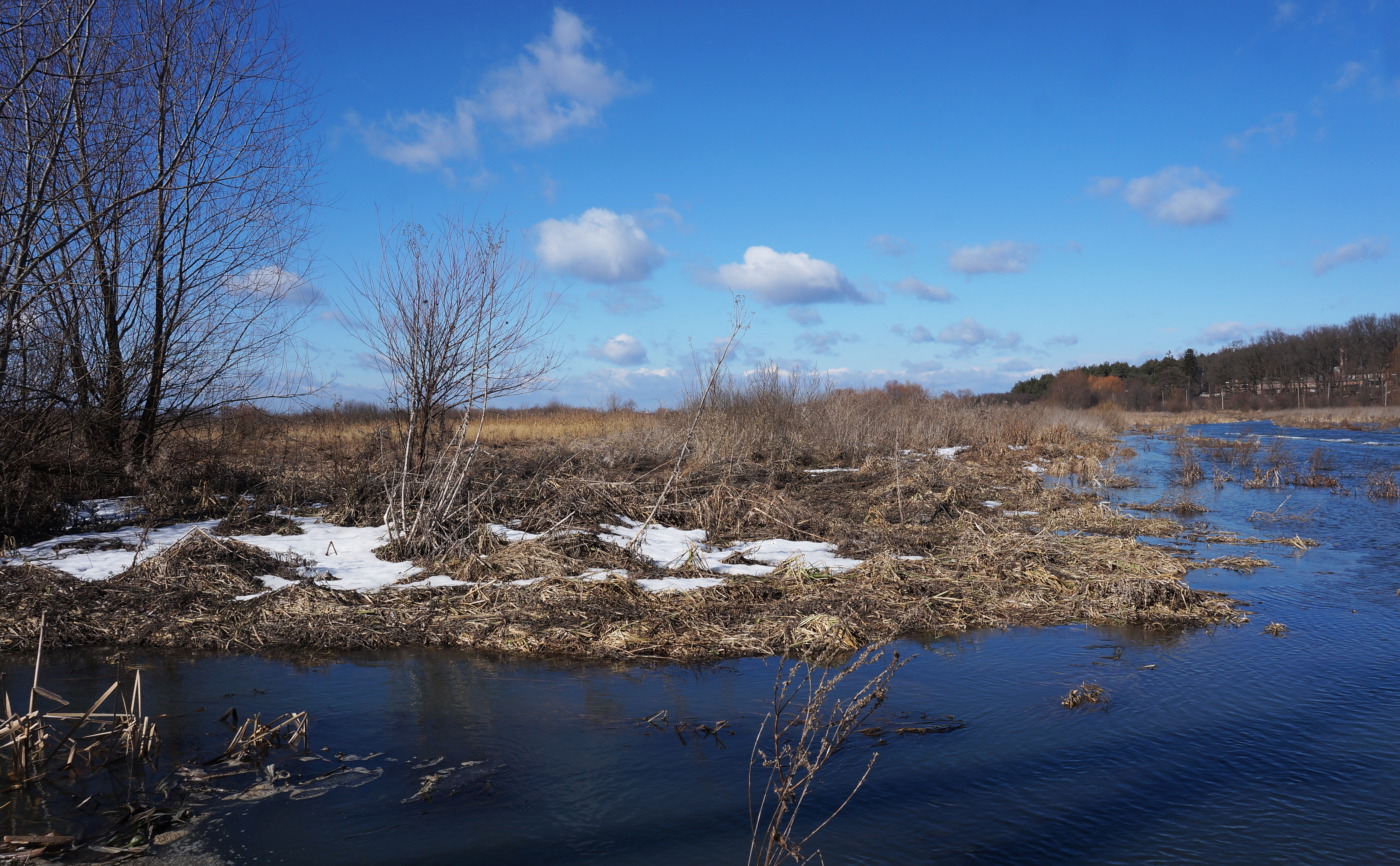
Грузевицький заказник навесні
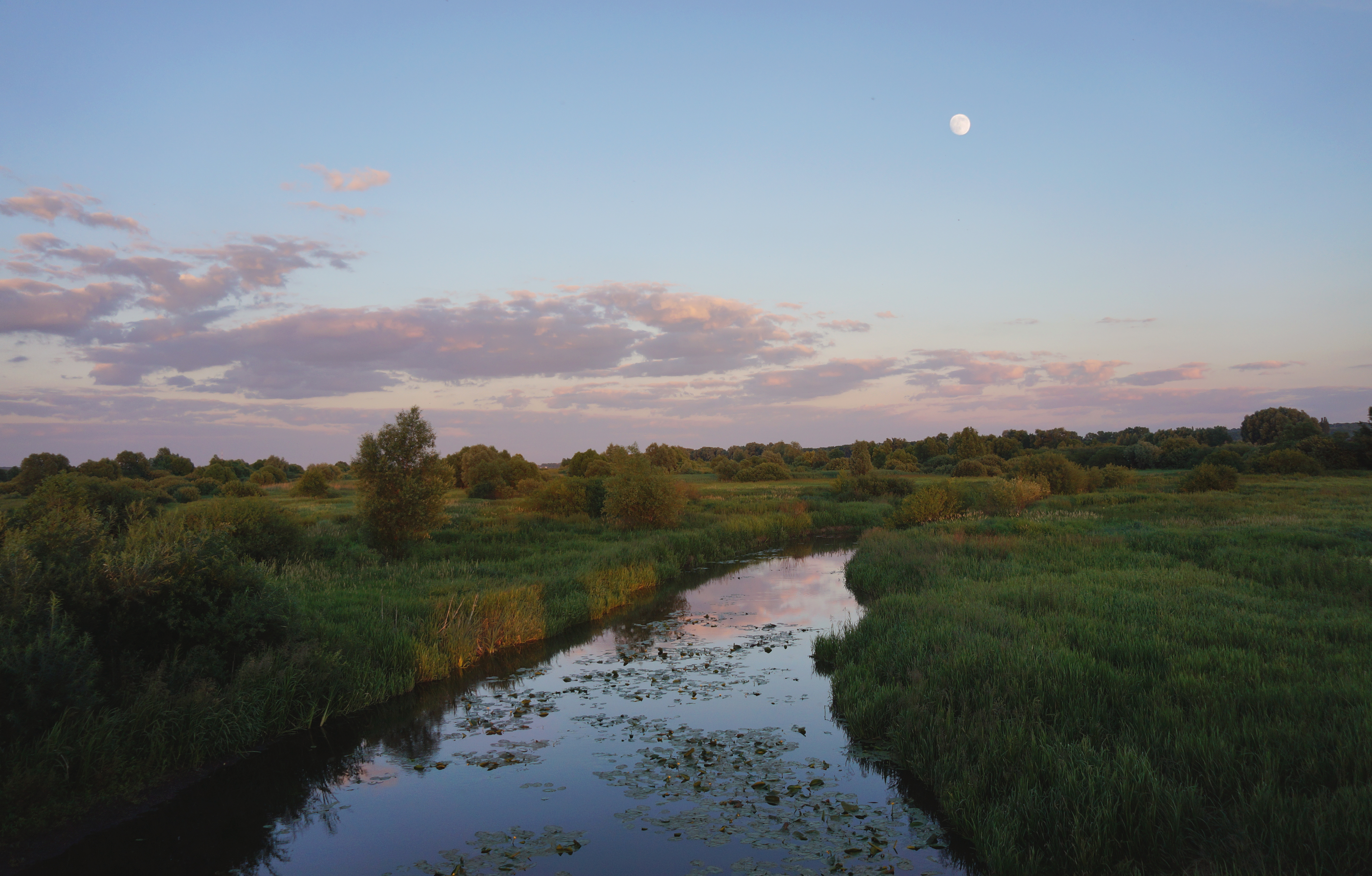
Грузевицький заказник, заплава річки Південний Буг
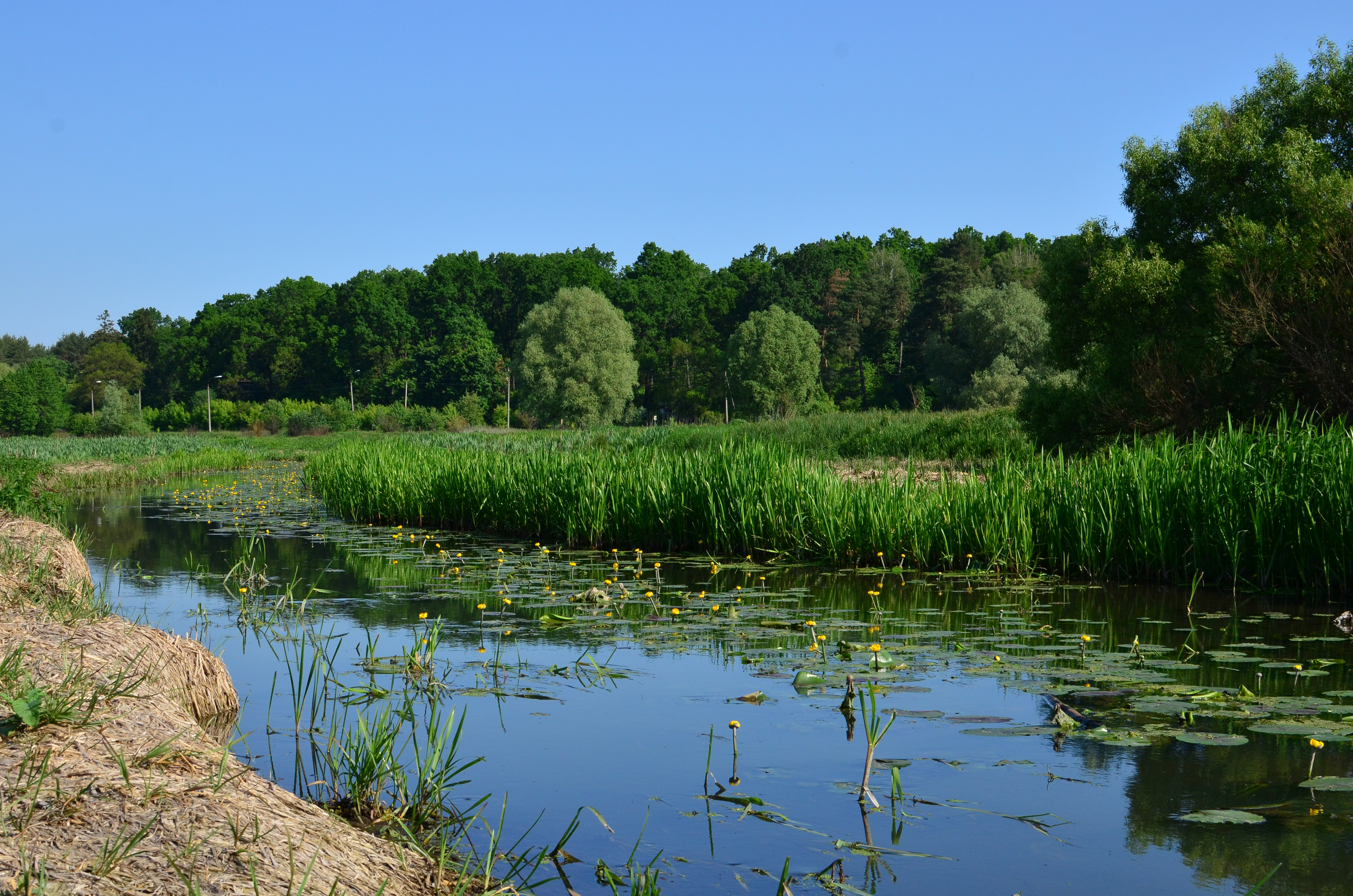
Гідрологічний заказник поблизу Грузевиці